# Coracina maxima
El oruguero terrestre (Coracina maxima) es una especie de ave paseriforme de la familia Campephagidae endémica de Australia.

## Estado de conservación
El oruguero terrestre no se encuentra en la lista de especies amenazadas del  Environment Protection and Biodiversity Conservation Act 1999 de Australia.

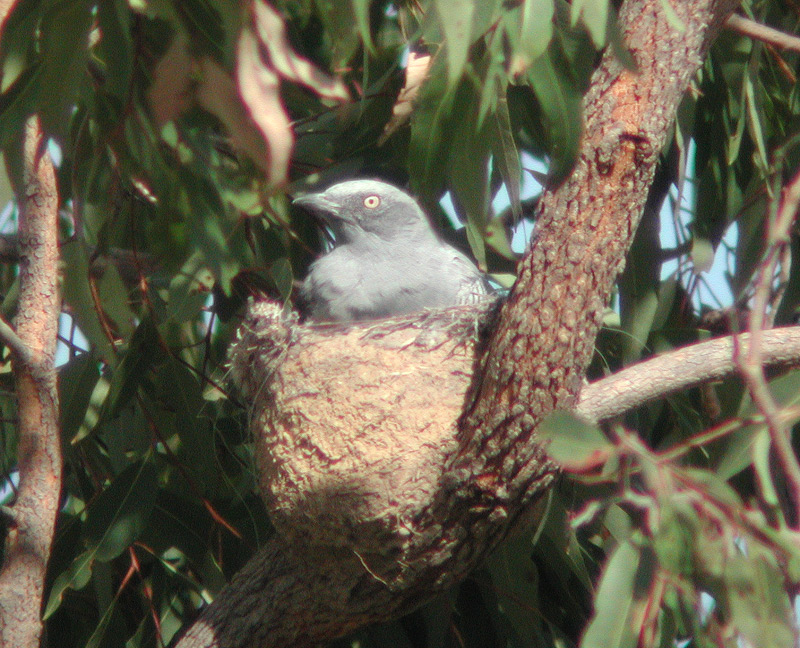
Adulto en el nido.

### Estado de Victoria (Australia)
El oruguero terrestre se encuentra en la lista de especies amenazadas de la Flora and Fauna Guarantee Act (1988) del Estado de Victoria.  Sin embargo no se ha elaborado ninguna acción para recuperar y gestionar esta especie tal como pide la ley.